# Chick Webb
William Henry „Chick“ Webb (* 10. Februar 1905 in Baltimore, Maryland; † 16. Juni 1939 ebenda) war ein amerikanischer Schlagzeuger.

## Leben und Wirken
Er gilt als Vorbild für alle großen Drummer nach ihm, wie etwa für Gene Krupa, Jo Jones und Buddy Rich, obwohl er selbst nur 1,30 m groß war. Als Bigband-Leader war er der anerkannte „König des Savoy“ (zit. Mary Lou Williams, „König“ seit 1931), da er im berühmten Savoy Ballroom in Harlem mit seinem Orchester jeglichen Band Battle mit anderen berühmten Bigbands zu gewinnen pflegte. Das waren zu dieser Zeit unter anderen Fletcher Henderson, Count Basie und Duke Ellington, letzterer ein ernster Konkurrent. Jede neu nach New York kommende Band musste sich durch Vermittlung von Charlie Buchanan mit seiner messen. Für die Begeisterung seiner Zuhörer sorgte er mit Spezialeinlagen und perfekt eingeübten neuen Arrangements. 1931 arrangierte Benny Carter, ab 1933 Edgar Sampson für die Band. In den „Battles“ scheint sich die Band vor allem rhythmisch gegenüber den anderen Bands ausgezeichnet zu haben. Chick Webb war ständig auf der Suche nach neuen Talenten. Im Juni 1934 hatte Webb mit I Can’t Dance (I Got Ants in My Pants) und der Edgar-Sampson-Komposition Stompin’ at the Savoy die beiden ersten von insgesamt 18 Hits in den Billboard-Charts; seiner Band gehörten zu dieser Zeit u. a. Mario Bauzá, Reunald Jones, Sandy Williams, Edgar Sampson und John Kirby an.
1935 wurde Ella Fitzgerald bei ihm zum Star, in seiner Band hatte sie den Hit A-Tisket, A-Tasket. Webbs Ansagen hatten Entertainerqualität, sein Spiel bestach durch Drive, neuartigen Hi-Hat-Gebrauch und Präzision bei den Trommelwirbeln, seine Bigband verband die Qualitäten rhythmischer schwarzer und präziser weißer Bigbands. Die Ingenieurstechnik bei den Aufnahmen war damals sehr beschränkt und konnte das Schlagzeug erst adäquat aufnehmen, als Chick Webb schon an Knochentuberkulose erkrankt war, was seine relative Unbekanntheit gegenüber den anderen Bands erklären könnte.

## Leben
Chick Webbs Krankheit und Missbildung wurden kompensiert durch seine anziehende fröhliche Persönlichkeit.
Als Zeitungsjunge leistete er sich nur ein rudimentäres Schlagzeug, das er dann in der Folge auf den Bürgersteigen Baltimores spielte. Sein augenfälliges Talent mit den Schlägeln zog die Aufmerksamkeit von Brown und Terry’s Jazzola Boys auf sich, einer der frühen frei improvisierenden Livebands der Stadt und Webb schloss sich ihnen vermutlich 1922 an.
Mit dem älteren Jazzola Banjospieler John Truehart, mit dem er an Wochenenden in den Tanzbands auf Ausflugsschiffen spielte, entwickelte er eine lebenslange Freundschaft. 1924 verließen beide Männer Baltimore, angelockt durch fantastische Erzählungen vom aufsprießenden Harlemer Nachtleben. In Harlem hatte Webb zuerst kurzlebige Jobs, war ständig auf Jamsessions anzutreffen, und er erzählte lange Geschichten vor dem Addington Major’s Band Box. „Spinning the Webb“ bezeichnet seine Entertainerqualitäten. Die Band Box war ein Vorläufer des berühmten Rhythm Clubs. Die Band Box war ein Ort, wo Ideen und Informationen ausgetauscht wurden. Dort wurde der schon erfolgreichere Duke Ellington auf ihn aufmerksam und vermittelte ihm ein von Ellington abgelehntes Engagement im Black Bottom Club bis Ende des Sommers 1925. Bis Ende des Jahres spielte Webb mit einer Band im Paddock Club im Erdgeschoss des Earl Carrol Theaters.
Im Januar 1927 wurden Webbs „Harlem Stompers“ angestellt, um abwechselnd mit den Savoy Bearcats und Fess Williams im Savoy Ballroom zu spielen. Es entstanden erste Aufnahmen für Brunswick. Die Harlem Stompers musste Webb im Laufe der Jahre mehrmals wieder zusammenstellen. Als Webb im Herbst entschied, seine Band zu vergrößern, entließ ihn das Savoy und er musste sich wieder mit wenigen Kurzzeitauftritten durchschlagen.
Zukünftige Stars wie Johnny Hodges, Bobby Stark, Benny Morton, Cootie Williams, Hilton Jefferson und Ward Pinkett zierten alle Webbs Bands in den späten Zwanzigern, aber ohne dauerhafte Arbeit verlor er sie alle an die besser etablierten Bands wie denjenigen von Fletcher Henderson und Duke Ellington. Diese Verluste entzündeten Webbs Ehrgeiz und den Wunsch, eines Tages eine Band zu haben, die diesen ebenbürtig wäre.
Für unterschiedlich lange Zeit während der nächsten Jahre arbeitete Chick Webb auf der westlichen 125sten Straße, damals eine rein weiße Nachbarschaft im Rose Danceland. 1929 nahm er wieder für Brunswick auf unter dem Namen Jungle Band, die durch sein durchdringendes Beckenspiel oder die wilde Trompete von Ward Pinkett oder Elmer Williams’ klagendes Saxophon leicht zu erkennen sind. Es fanden ausgedehnte TOBA-Tourneen durch die Vaudevilles statt, die alle finanziell ziemlich desaströs endeten. In diese Zeit fielen auch Tourneen mit den Revue Hot Chocolates. Ein wiederholter Aufenthalt im Savoy 1930 war unterbezahlt, weil dieser Auftrittsort 1930 sich von finanziellen Rückschlägen zu erholen versuchte und oft ermäßigt bezahlte Bands spielen ließ, um aus den Folgen der Depression herauszukommen.
Im März 1931 ging Webbs Stern dramatisch auf, als seine Band jene von Fletcher Henderson im Roseland Ballroom ablöste, einem begehrten Innenstadtjob. Weiter gelang es Webb Benny Carter und Jimmy Harrison aus Hendersons Band loszubekommen, im Gegenzug überließ er ihm Russell Procope und Benny Morton. Das Timing war perfekt, denn Brunswick brachte Webb wieder in die Aufnahmestudios und nahm drei von Carters vorzüglichen Partituren (Scores) auf. Die gute Soloarbeit darauf machte Louis Bacon mit einem Trompetensolo wie auch mit Gesang und Jimmy Harrisons mit einem Schlusssolo. Elmer Williams war am Tenorsaxophon und am Klavier Don Kirkpatrick. Eines der Stücke, Soft and Sweet, war von Edgar Sampson geschrieben worden, aber ausgearbeitet hatte es Carter, denn der Autor konnte zu dieser Zeit noch nicht arrangieren. Carter musste auch sein eigenes Stück Blues in my heart an den Verleger Irving Mills verkaufen – der wurde als Co-Autor geführt – für nur 25 $ Entgelt.
Webbs Euphorie war nur kurz: Er verlor den Job im Roseland im Juni 1931 an Claude Hopkins, und da Harrison in dieser Zeit nicht viel spielen konnte, verließ er die Band und ging wieder stadtaufwärts in den Savoy Ballroom für ein wesentlich geringeres Gehalt. Benny Carter ging im August, um die McKinney’s Cotton Pickers zu übernehmen.
Webb war wieder auf Tournee und erst Ende 1932 erhielt er wieder öffentliche Anerkennung, als Louis Armstrong seine Band benutzte, um einige Aufführungen für RCA zu machen. Charlie Green war jetzt an der Posaune. Armstrong hatte seine eigene Band schon früher aufgelöst und ging danach auf Solotournee nach England.
Webb kam wieder an die 125ste Straße zurück für eine Anstellung im neuen Dixie Ballroom an der Stelle des alten Rose Danceland. Er hatte jetzt Tommy Ladnier an der Trompete, aber der Ballroom musste nach nur drei Monaten schließen. Ladnier verließ mit Abscheu bald die Stadt.
Im Herbst war das Savoy wieder aktiv, und der Besitzer Moe Gale entschied, Webbs Band als eine der Hauptattraktionen anzustellen und eine eigene Buchungsagentur für stadtauswärtige Jobs zu eröffnen. Webb baute seine Band wieder auf und fand seinen persönlichen Stil, indem er Altsaxophonist Edgar Sampson als Saxophonist, Arrangeur und Komponist anheuerte, dessen Partituren Rex Stewarts kurzlebige Bigband im Empire Ballrom stadabwärts hatten schillern lassen. Der flexible und begehrte Trompeter Reunald Jones ersetzte Ladnier.
Sandy Williams wurde ein wertvoller Posaunenstar, nachdem er ein Jahr bei Fletcher Henderson war, und der einmalige Bandleader Joe Stelle saß am Soloklavier. Für Webb schien der 18-jährige Taft Jordan die Gelegenheit zum Erfolg zu sein. Jordan hatte mit dem ehemaligen Kontrabassisten aus Webbs Band Leon Englund im Radium Club gearbeitet und sang und spielte in einem klaren breiten Ton ganz genauso wie sein Idol Louis Armstrong, soweit es ihm in diesem Alter möglich war. Armstrong war im Frühling nach Übersee gegangen, wo er 18 Monate blieb. Jordans Nachahmungen kamen beim Savoy Publikum ganz gut an.
Auf Chick Webb Instrumentalstücken zeichnen sich die Musiker Taft Jordan (t), Sandy Williams (Posaune), Edgar Sampson (as), Reunald Jones (t), Bobby Stark(t), Elmer Williams (ts) aus.
Das Carterarrangement, z. B. Darktown Strutter Ball, hebt sich in seiner quirligen Art von den in mittelschnellem Tempo fröhlich leicht swingenden Sampsonsarrangements ab.
1934 wurde das berühmte Stompin’ at the Savoy aufgenommen, das Webb zusammen mit Sampson komponiert hatte.
Die meisten der Aufnahmen für Columbia und Okeh dieser Zeit wurden von John Hammond beaufsichtigt. Diese Firmen gingen in der Depression pleite und Webb hatte keine andere Wahl als zu den Kapps zurückzukehren, die nun ein Plattenlabel betrieben, die britisch finanzierte Deccafirma. Fast sieben Monate würden vergehen nach diesen ersten zwei Deccaaufnahmen, bis der nächste Termin 1935 Ella Fitzgerald einführt, und deren Popularität von nun ab über das Schicksal der Band entscheidet.

## Musik
Chick Webb konnte auf der Basstrommel Wirbel spielen und hatte eine wunderbare Konzeption in seinem Spiel, wie Cozy Cole ihm bescheinigt. Drive und Präzision, langsame und schnelle Wirbel, die auf Platten kaum eingefangen sind, weil die „Singleaufnahmen“ nur rund 3 ½ Minuten Zeit boten, waren weitere Kennzeichen; er spielte keine Unsauberkeiten. Explosive Presswirbel, wovon man sich bei Art Blakey und Buddy Rich noch ein Bild machen kann, und Bassdrumattacka, wie Louie Bellson und Gene Krupa, waren weitere Bestandteile. Ellington bescheinigte ihm, er sei einer dieser Musiker, die auch Tänzer sind. Chick malte Tänze auf seine Trommeln.
Webb war ein Präzisionsfanatiker, weshalb er, nach anfänglichen Headarrangements, andere Bands in perfekt intonierter Satzarbeit mit schwarzer Qualität übertraf, z. B. Goodmans Band.

## CD-Sammlung
- The Complete Chick Webb & Ella Fitzgerald Decca Sessions (1934-1941) - (Mosaic Records - 2013) - 8 CDs mit Ward Pinkett, Hilton Jefferson, Louis Jordan, Don Kirkpatrick, Elmer James, Louis Bacon, Jimmy Harrison, Benny Carter, Mario Bauzá, Bobby Stark, Taft Jordan, Claude Jones, Sandy Williams, Edgar Sampson, Wayman Carver, Joe Steele, John Kirby, Fernando Arbello, Teddy McRae, Bernard Addison, Mills Brothers, Garvin Bushell, George Matthews, Dick Vance, Bill Beason, Eddie Barefield, Ram Ramirez, Ulysses Livingston, Kenny Clarke